# Leuggern

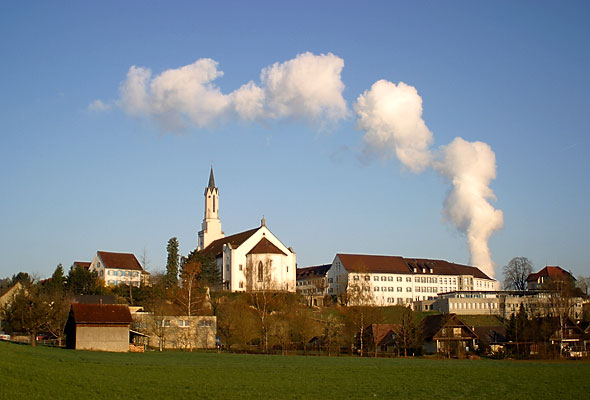
Leuggern

Leuggern is een gemeente en plaats in het Zwitserse kanton Aargau en maakt deel uit van het district Zurzach. Leuggern telt 2.136 inwoners.

## Geboren
- Raphael Wicky (1977), voetballer
- Hansjörg Knecht (1960), politicus

Böttstein · Döttingen · Endingen · Fisibach · Full-Reuenthal ·  · Klingnau · Koblenz · Leibstadt · Lengnau · Leuggern · Mellikon · Schneisingen · Siglistorf · Tegerfelden · Zurzach
- Gemeinsame Normdatei: 4237194-6
- Historisch woordenboek van Zwitserland: 001841
- Virtual International Authority File: 243076111